# 日曜ゴールデンで何やってんだテレビ
『日曜ゴールデンで何やってんだテレビ』（にちようゴールデンでなにやってんだテレビ）は、TBS系列で2012年10月21日から2013年3月3日まで毎週日曜日の19:57 - 20:54（JST）に放送されていたバラエティ番組。新聞や雑誌のラテ欄には文字の制限上、通称は「何やってんだテレビ」と表記されており、モノラル放送（モノステレオ放送）、文字多重放送を実施していた。

## 概要
ビートたけしと石橋貴明（とんねるず）が総合司会を務めたバラエティ番組。
「今のテレビに足りないものとは何か?」「腹を抱えて笑えるものとは何か?」「文句なしに興味のあるものとは何か?」など、たけしと石橋が自分達がやりたい企画や構成を練り、次々に実行していくという実験型痛快バラエティー。
番組タイトルロゴ名表記の色は、『日曜ゴールデンで何やってんだテレビ』。
オープニングタイトル部分のアニメは、フジオプロの制作によるものであり、赤塚不二夫の漫画風のたけしと石橋が登場する。2013年1月20日放送分はオープニングこそカットされたものの、提供ベースやテロップなどに赤塚風のキャラクターが散りばめられていた。同年1月27日放送分ではオープニングが復活した。
当初の番組放送中には、出演者や番組に対して、画面下にスタッフが作成した文句や感想のようなツッコミの文字がツイッター風味で流れていくという独自の演出があった。
番組開始当初から視聴率が低迷しており、関東地区における平均視聴率は初回放送時が8.8％だったのに対して、それ以降の放送では5%前後に大きく下がり、2013年3月3日放送分は3.2%を記録。同年4月11日には、3月3日放送分をもって局側が打ち切りを決定したと報じられた。
その後、期末期首特別編成期間に入っても局側から当番組の継続の有無にかかる正式なアナウンスはなく、局の公式サイトの番組一覧から抹消されている。ただし、紹介ページ自体は2025年現在でも残されている。
番組終了後、たけしのTBSレギュラー番組は当時出演中の情報番組『情報7days ニュースキャスター』に戻った。石橋は『TBS若手ディレクターと石橋の土曜の3回』に出演中だったがこちらも同時期に終了している。約半年後TBSバラエティ枠は月曜深夜帯へ移し、新番組として『リシリな夜』が放送開始されたが、関東および中京・北海道ローカルのため、石橋がTBSに出演する全国ネットの番組は当番組が最後になった。
編成については、期末期首特別編成からそのままつなぎ編成に移行し、後番組は医療番組『駆け込みドクター!運命を変える健康診断』となった。

## 出演者

### 司会
- ビートたけし[注 3]
- 石橋貴明（とんねるず）

### ナレーション
- 三村ロンド

## 放送内容
貴明がたけしを迎えに行ってTBSまで2人でドライブ
2012年10月21日放送。番組最初の企画。石橋がレンタカーを使い、「等々力ベース」のたけし宅へたけしを迎えに行き、その後2人が車内でトークしながらTBSへ向かう。
日曜8時新番組会議
2012年10月21日放送。会議室のセットにてまだ何も決まっていない番組企画・構成を2人で考えていく。たけしが考えたタイトル案から石橋が番組タイトルを決定。また。コーナー案を出していき、どういった番組構成にするかを考えていった。なお、いずれの案も不適切な物が多数あった。
いきなりコント
実力派芸人に対し、「全員同じ設定」「全員同じ俳優と共演」「制限時間3時間」で所定のセットを使ったコントを披露してもらう。また、衣装や小道具、エキストラも事前にたけしが準備している。たけしと石橋は収録したコントを鑑賞し評価する。
貴明“いい間”で落とす
2012年10月28日放送。初回放送で誕生日プレゼントをたけしからもらった石橋。そのお返しとして、初回放送前日の情報番組『情報7days ニュースキャスター』に大道具役として生放送を行っているスタジオ潜入。コーナー「たけしの三面記事新聞」にて登場する「落し物」をたけしにいい間で落とすことに挑戦する。本番ではたけしに気づかれず潜入するも、「落し物」の落下は手間取り微妙な結果に。その後は天気予報に乱入した。
まくら-1グランプリ
2012年11月4日・11日放送。たけしがどうしてもやりたい企画。若手お笑い芸人がオチのある落語の短い小噺（まくら）に1名ずつ挑戦する。たけしと石橋が面白かったら「合格」、面白くなかったら「不合格」のボタンで判定する。
ザーギョーのザマオー決戦
2012年11月4日放送。貴明餃子vs宇都宮餃子vs浜松餃子の3チームで日本一の餃子を目指して、対決を繰り広げる。判定は特別審査員のたけし。司会・進行は、カンニング竹山とダンディ坂野。
生業が顔になる
2012年11月4日放送。生業が顔に出ている人達を番組スタッフが現地へ出向き紹介する。
カツラ椅子とりゲーム
2012年11月11日放送。空中に吊るされている、かつらが4つ用意されているので、ハゲている人達がBGMが鳴り終わると、かつらを被る。たけしと石橋は判定員として参加。
〜芸能人がいわくつきの品物を売りにくる〜日曜質店
芸能人が持ち込む「いわくつきの品々」（ワケアリ商品）をたけし・石橋と森田勉（ブランド王ロイヤル社長）の3人が独自に査定する。また、実際に買い取った場合の金額も発表される。
とりあえずやってみました。
2012年12月2日放送。様々なスポーツ競技の達人同士や若手お笑い芸人（主にたけし軍団）10人が対決・勝負をする。解説は夏目投石（異種格闘技永久チャンピオン）。
何やってんだテレビ 若手オーディション
2012年12月2日放送。「いきなりコント」の数字が低く、芸人たちが尻込みしているということで、若手お笑い芸人がそれぞれ1組ずつ「スナックコント」を行う。通常同様たけし・石橋が鑑賞し評価するが、手元の「ダメボタン」を押された時点で強制終了となる。
イントロ-1 グランプリ
2012年12月2日放送。当番組で歌いたいという個性派歌手が曲を披露する。2人の手元には3つの評価ボタンがあり、どちらか一方がもしくは2人とも「ダメ」を押した時点でステージから落とされ強制終了。2人とも「合格」を押せば合格となる。また、2人とも「飽きた」を押した場合はそのままフェードアウトする。
貴明が浅草で徹底取材!ビートたけしが出来るまで
2013年1月20日放送。ロケ企画第1弾。たけしのルーツ・原点を巡る。たけしと石橋がたけしが下積み時代を過ごした浅草を訪ねる全編ロケ企画。貴明は自らカメラを回している。終盤には島田洋七がゲスト出演した。
貴明が六本木でみた!ビートたけしの歴史
2013年1月27日放送。ロケ企画第2弾。たけしのルーツ・原点を巡る。たけしと石橋がたけしがよく遊んでいた思い出の街、六本木を訪ねる全編ロケ企画。石橋は自らカメラを回している。島田洋七が先週に引き続き、ゲスト出演した。
ビートたけし本気の一人コント
2013年2月10日放送。たけしが一人で学生服を着用し学生を装い出題される問題に対してボケるミニコント。
第48回カースタントわんこそば選手権
2013年2月10日放送。テレビ史上初、たけしが構想5年・準備期間2週間を費やし、カースタントとわんこそばをドッキングさせ、カースタントに若手お笑い芸人らを乗車させ、走行中にわんこそばを何杯食べられるかを競う。カースタント決めはビートたけしの絶対見ちゃいけないTVと同じ抽選機を用意した。
マネージャー大相撲
2013年2月17日放送。各芸能事務所のマネージャー8人が、事務所の一押し芸人のネタ見せを賭けて、相撲の真剣勝負で対決する。さらに優勝したマネージャーが、一押し芸人のネタ見せを賭けてプロデューサーと対戦する。石橋は司会、呼び出しはオラキオ（弾丸ジャッキー）が担当する。
当初は「貴明がマグロを釣り上げすしざんまいに2億で買ってもらう」というタイトルで、石橋とオラキオがオーストラリアへロケに行ったが、サイクロンが直撃してロケ期間である3日間沖が荒れて漁に出られなくて結局ロケを断念し、急遽この企画になった。
また、たけしは当日放送の単発の裏番組出演のため欠席。

## スタッフ
- ナレーション：三村ロンド
- 構成：遠藤察男、北本かつら、藤谷弥生、大井洋一、小林正和、成瀬正人、松本健一/〆さばアタル、アル北郷
- リサーチ：増田瞳
- キャラクターデザイン：フジオプロ（第2回 - ）
- CG：シュガーレスファクトリー（SUGARLESSFACTORY）
- TM：長谷川晃司（TBSテレビ）
- TD：森哲郎・高松央（TBSテレビ）
- VE：宮本民雄・平井邦雄（TBSテレビ）
- CAM：中村年正
- 照明：木戸昭彦
- 音声：森和哉（TBSテレビ）
- TK：飛田亜也
- 音響効果：佐藤卓嗣
- 編集・MA：OMNIBUS JAPAN
- 美術プロデューサー：中原茂樹（TBSテレビ）
- 美術進行：町山充洋
- 美術デザイナー：石井健将・太田卓志（TBSテレビ）
- 大道具：森田正樹
- 操作：山本晃靖
- 小道具：川原栄一
- 電飾：真鍋明
- 衣装：岩崎孝典
- 持道具：寺澤麻由美
- メイク：遠藤敬子
- アクリル装飾：渡邊卓也
- 特殊装置：高橋出
- 編成：藤原麻知（TBSテレビ）
- マネジメントプロデューサー：小谷和彦・渡辺英樹（TBSテレビ）
- AP：原田康弘、上田彩
- ディレクター：有川崇、中澤智有、藤村卓也、山口雄大、成田雅仁、安永洋平、石橋基弘、軸原資雄、黒澤健太郎、濱本美穂、黒川展寛、黒本宏希
- チーフディレクター：井手比左士・坂下勝己（TBSテレビ）
- プロデューサー：髙宮望（TBSテレビ）
- エグゼクティブプロデューサー：大木真太郎・吉橋隆雄（TBSテレビ）
- 衣装協力：BOSS、ETRO、PUNK DRUNKERS.
- 技術協力：東通、エヌ・エス・ティー、TAMCO、ティエルシー、TBSテックス、SWISH JAPAN、ラ・ルーチェ
- 制作協力：オフィス北野、Arrival/ボトム
- 製作著作：TBS

### 過去のスタッフ
- 構成：鈴木おさむ（第4回まで担当）
- CG：藤田周平・武藤健司（第1回のみ担当）
- 照明：中川清志（TBSテレビ）、清水朝彦

## ネット局と放送時間
いずれの放送局もTBS系列。全局同時ネット。
| 放送対象地域   | 放送局                    | 備考   |
| -------------- | ------------------------- | ------ |
| 関東広域圏     | TBSテレビ（TBS）          | 制作局 |
| 北海道         | 北海道放送（HBC）         |        |
| 青森県         | 青森テレビ（ATV）         |        |
| 岩手県         | IBC岩手放送（IBC）        |        |
| 宮城県         | 東北放送（TBC）           |        |
| 山形県         | テレビユー山形（TUY）     |        |
| 福島県         | テレビユー福島（TUF）     |        |
| 山梨県         | テレビ山梨（UTY）         |        |
| 新潟県         | 新潟放送（BSN）           |        |
| 長野県         | 信越放送（SBC）           |        |
| 静岡県         | 静岡放送（SBS）           |        |
| 富山県         | チューリップテレビ（TUT） |        |
| 石川県         | 北陸放送（MRO）           |        |
| 中京広域圏     | 中部日本放送（CBC）       |        |
| 近畿広域圏     | 毎日放送（MBS）           |        |
| 鳥取県・島根県 | 山陰放送（BSS）           |        |
| 岡山県・香川県 | 山陽放送（RSK）           |        |
| 広島県         | 中国放送（RCC）           |        |
| 山口県         | テレビ山口（tys）         |        |
| 愛媛県         | あいテレビ（ITV）         |        |
| 高知県         | テレビ高知（KUTV）        |        |
| 福岡県         | RKB毎日放送（RKB）        |        |
| 長崎県         | 長崎放送（NBC）           |        |
| 熊本県         | 熊本放送（RKK）           |        |
| 大分県         | 大分放送（OBS）           |        |
| 宮崎県         | 宮崎放送（MRT）           |        |
| 鹿児島県       | 南日本放送（MBC）         |        |
| 沖縄県         | 琉球放送（RBC）           |        |